# 안산부곡중학교 축구단
안산부곡중학교 축구부는 경기도 안산시에 위치한 안산부곡중학교의 축구부이다. 안산부곡중학교가 운영하는 축구부로 2002년에 창단하였다.

## 같이 보기
- 안산부곡중학교